# Liste der tschechischen Außenminister

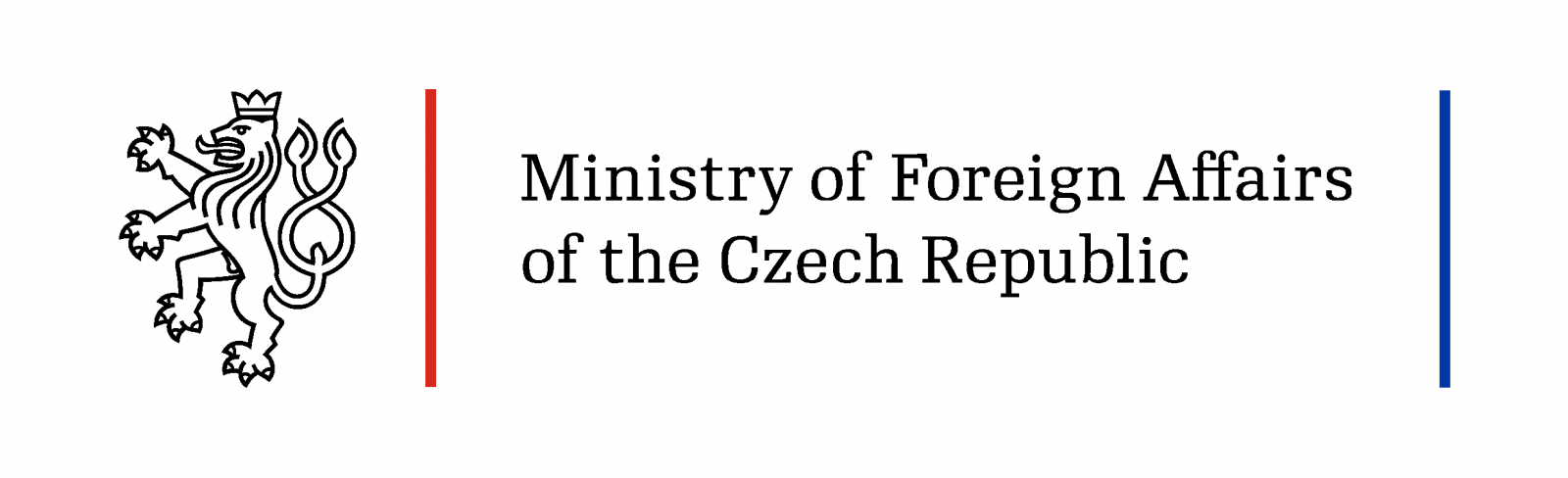
Logo des Außenministeriums der Tschechischen Republik

Diese Liste der tschechischen Außenminister führt die Außenminister der Tschechischen Republik (seit 1993) an.

## Historische Kurzübersicht
Die Tschechische Republik, ab 1969 als Teilrepublik der Tschechoslowakischen Sozialistischen Republik (1960–1990), sowie 1990–1992 als Teilrepublik der Tschechischen und Slowakischen Föderativen Republik, hatte eigene Regierungen, jedoch kein eigenes Außenministerium. Erst der Nachfolgestaat Tschechische Republik (seit 1993) hat auch ein eigenes Außenministerium.
| Name                | Bild | Amtsantritt       | Amtsende          | Leben     | Partei                | Regierung                                                                   |
| ------------------- | ---- | ----------------- | ----------------- | --------- | --------------------- | --------------------------------------------------------------------------- |
| Josef Zieleniec     |      | 1. Januar 1993    | 23. Oktober 1997  | * 1946    | ODS                   | Regierung Václav Klaus I Regierung Václav Klaus II                          |
| Jaroslav Šedivý     |      | 8. November 1997  | 17. Juli 1998     | 1929–2023 | parteilos             | Regierung Václav Klaus II Regierung Josef Tošovský                          |
| Jan Kavan           |      | 22. Juli 1998     | 12. Juli 2002     | * 1946    | ČSSD                  | Regierung Miloš Zeman                                                       |
| Cyril Svoboda       |      | 15. Juli 2002     | 16. August 2006   | * 1956    | KDU-ČSL               | Regierung Vladimír Špidla Regierung Stanislav Gross Regierung Jiří Paroubek |
| Alexandr Vondra     |      | 4. September 2006 | 9. Januar 2007    | * 1961    | ODS                   | Regierung Mirek Topolánek I                                                 |
| Karel Schwarzenberg |      | 9. Januar 2007    | 8. Mai 2009       | 1937–2023 | parteilos             | Regierung Mirek Topolánek II                                                |
| Jan Kohout          |      | 8. Mai 2009       | 13. Juli 2010     | * 1961    | parteilos             | Regierung Jan Fischer                                                       |
| Karel Schwarzenberg |      | 13. Juli 2010     | 10. Juli 2013     | 1937–2023 | TOP 09                | Regierung Petr Nečas                                                        |
| Jan Kohout          |      | 10. Juli 2013     | 29. Januar 2014   | * 1961    | parteilos             | Regierung Jiří Rusnok                                                       |
| Lubomír Zaorálek    |      | 29. Januar 2014   | 13. Dezember 2017 | * 1956    | ČSSD                  | Regierung Bohuslav Sobotka                                                  |
| Martin Stropnický   |      | 13. Dezember 2017 | 27. Juni 2018     | * 1956    | ANO 2011              | Regierung Andrej Babiš I                                                    |
| Jan Hamáček         |      | 27. Juni 2018     | 16. Oktober 2018  | * 1978    | ČSSD                  | Regierung Andrej Babiš II                                                   |
| Tomáš Petříček      |      | 16. Oktober 2018  | 12. April 2021    | * 1981    | ČSSD                  | Regierung Andrej Babiš II                                                   |
| Jan Hamáček         |      | 12. April 2021    | 21. April 2021    | * 1978    | ČSSD                  | Regierung Andrej Babiš II                                                   |
| Jakub Kulhánek      |      | 21. April 2021    | 17. Dezember 2021 | * 1984    | ČSSD                  | Regierung Andrej Babiš II                                                   |
| Jan Lipavský        |      | 17. Dezember 2021 | amtierend         | * 1985    | Česká pirátská strana | Regierung Petr Fiala                                                        |

## Quelle
- Webseite der Regierung der Tschechischen Republik, Übersichten über die Regierungen der Tschechoslowakei und der Tschechischen Republik seit 1918, online auf: vlada.cz/...
- Webseite des Außenministeriums der Tschechischen Republik, Übersicht über die Außenminister der Tschechoslowakei und der Tschechischen Republik, online auf: mzv.cz/...